# Nakatani Takehide
Nakatani Takehide (中谷 雄英 ; Hepburn: Nakatani Takehide; Hirosima, 1941. július 9. –) olimpiai bajnok japán cselgáncsozó. Az 1964. évi nyári olimpiai játékokon aranyérmet szerzett könnyűsúlyban; ez volt az első kiosztott olimpiai aranyérem a sportág történetében. Az 1967-es cselgáncs-világbajnokságon a 70 kg-os súlycsoportban bronzérmes volt.

## Élete és pályafutása
Családjában a cselgáncs hagyománynak számított, mind a négy fiútestvére feketeöves cselgáncsozó. Ő maga 12 éves korában kezdte a sportot. A Meidzsi Egyetemen tanult, de ott nem tudott bekerülni az egyetemi csapatba, túl sok volt a kiváló sportoló. Az 1964-es olimpiára csak néhány nappal előbb választották ki. Mindössze kilenc percet töltött az olimpiai küzdőtéren, minden mérkőzését ipponnal nyerte.
Az egyetem elvégzését követően öt évig a Mitsubishinél dolgozott. Ezután Nyugat-Németország cselgáncscsapatának vezetőedzője volt három évig, olyan olimpiai érmeseket készített fel, mint Paul Barth vagy Klaus Glahn. 1973-ban visszatért Hirosimába, a családi ékszerüzlet-vállalkozásba. Emellett a japán cselgáncsszövetség tanácsadója lett. Több állami kitüntetést is kapott.

### Olimpiai szereplése
| Versenyző         | Versenyszám | Csoportkör                                                            | Csoportkör | Negyeddöntő              | Elődöntő                   | Döntő                 | Helyezés |
| Versenyző         | Versenyszám | Ellenfél Eredmény                                                     | Hely.      | Ellenfél Eredmény        | Ellenfél Eredmény          | Ellenfél Eredmény     | Helyezés |
| ----------------- | ----------- | --------------------------------------------------------------------- | ---------- | ------------------------ | -------------------------- | --------------------- | -------- |
| Nakatani Takehide | Könnyűsúly  | 2. csoport · Udom Ratsamelongkorn (THA) · GY · Brian Jacks (GBR) · GY | 1.         | Paul Maruyama (USA) · GY | Oleg Sztyepanov (URS) · GY | Eric Hänni (SUI) · GY |          |

## Fordítás
- Ez a szócikk részben vagy egészben  a   Takehide Nakatani című angol Wikipédia-szócikk fordításán alapul.  Az eredeti cikk szerkesztőit annak laptörténete sorolja fel. Ez a jelzés csupán a megfogalmazás eredetét és a szerzői jogokat jelzi, nem szolgál a cikkben szereplő információk forrásmegjelöléseként.